# The Graduate
The Graduate (br: A Primeira Noite de um Homem; pt: A Primeira Noite) é um filme de 1967 dos EUA. A comédia romântica foi dirigida por Mike Nichols e estrelada por Dustin Hoffman, Anne Bancroft e Katharine Ross.
O roteiro, escrito por Calder Willingham e Buck Henry, é baseado no livro homônimo de Charles Webb.
O filme é lembrado pela trilha sonora de Simon & Garfunkel, que popularizou músicas como The Sound of Silence e Mrs. Robinson. Ele também marcou a estreia de Dustin Hoffman no cinema. Suas cenas se tornaram referências, sendo frequentemente parodiadas.

## Sinopse
Após se formar em uma faculdade presumivelmente localizada na costa leste dos EUA, o jovem Benjamin Braddock retorna para a casa de seus pais em um subúrbio californiano não identificado, indeciso quanto ao que fazer em seu futuro e quanto às perspectivas para ele. As primeiras cenas do filme se passam no aeroporto, após o desembarque, tendo como fundo musical a canção The Sound of Silence. É recebido entusiasticamente pelos pais, os quais preparam-lhe uma festa de boas-vindas para a qual convidam vários amigos da família, muitos dos quais são desconhecidos de Benjamin. Seus pais também lhe oferecem um carro conversível de presente, carro este que passaria a ser um elemento bastante presente ao longo da trama.
Benjamin acaba sendo seduzido pela mulher do sócio de seu pai, a sra. Robinson. O casal Robinson é vizinho e amigo íntimo dos pais de Benjamin e é revelado que passam por problemas conjugais, ainda que evitem passar esta aparência. A sra. Robinson pede a Benjamin que a leve em casa após a festa dada por seus pais pois ela teria bebido demais. Pressionando o jovem a que a acompanhasse em uma bebida na casa dos Robinsons, que se encontrava vazia, os dois personagens protagonizariam uma das cenas mais conhecidas da história do cinema norte-americano: com sucessivas indiretas dadas pela sra. Robinson a Benjamin, este dirige-se a ela e diz-lhe: "Sra. Robinson, você está tentando me seduzir!" (Mrs Robinson, you are trying to seduce me no original, frase esta adaptada diversas vezes em paródias feitas em seriados e filmes diversos).
O rapaz acaba se interessando por Elaine, a filha do casal Robinson, a qual Benjamin não via havia muito tempo, pois ela também estudava em uma universidade fora da cidade (no caso, a Universidade da Califórnia em Berkeley). Furiosa com o romance de Benjamin com a sua filha, a sra. Robinson conta sua traição ao marido que, se antes apoiava o namoro da filha, agora resolve vingar-se, e se muda com a filha e a mulher para lugar ignorado por Benjamin. Este passa, então, a procurar Elaine por todo o país, e acaba encontrando-a no dia do casamento dela com outra pessoa. Determinado a casar-se com Elaine, Benjamin consegue interromper o casamento, enfrentando o noivo, a família dele, a família de Elaine e todos os outros convidados. Elaine e Benjamin fogem da igreja na qual o casamento ocorria e tomam o primeiro ônibus a passar naquela rua. O filme encerra com ambos dentro do ônibus.

## Elenco
- Anne Bancroft ....Sra. Robinson
- Dustin Hoffman .... Benjamin Braddock
- Katharine Ross .... Elaine Robinson
- William Daniels .... Sr. Braddock
- Murray Hamilton .... Sr. Robinson
- Elizabeth Wilson .... Sra. Braddock
- Brian Avery .... Carl Smith
- Walter Brooke .... Sr. McGuire
- Norman Fell .... Sr. McCleery
- Alice Ghostley .... Sra. Singleman
- Richard Dreyfuss .... hóspede do hotel

## Principais prêmios e indicações
Oscar 1968 (EUA)
- Vencedor na categoria de melhor direção (Mike Nichols)
- Indicado nas categorias de melhor ator (Dustin Hoffman), melhor atriz (Anne Bancroft), melhor atriz coadjuvante (Katharine Ross), melhor filme, melhor fotografia e melhor roteiro adaptado.

Globo de Ouro 1968 (EUA)
- Vencedor nas categorias de melhor filme para cinema - comédia/musical, melhor atriz de cinema - comédia/musical (Anne Bancroft), melhor diretor de cinema - comédia/musical (Mike Nichols), melhor atriz estreante (Katharine Ross) e melhor ator estreante (Dustin Hoffman).

Grammy 1968 (EUA)
- Vencedores: Dave Grusin e Paul Simon na categoria de melhor trilha sonora original escrita para cinema/TV/mídia. Título: The Graduate. Artistas: Simon and Garfunkel.[3]

BAFTA 1969 (Reino Unido)
- Vencedor na categoria de melhor direção, melhor filme, melhor edição, melhor ator estreante (Dustin Hoffman), melhor roteiro.
- Indicado nas categorias de melhor atriz (Anne Bancroft) e melhor atriz estreante (Katharine Ross).